# Noctilux
El nom de Noctilux, s'utilitza en els objectius de Leica més lluminosos, o sigui amb l'obertura de diafragma més amplia.

## Història
El nom Noctilux és una combinació de Nocti, que es deriva de la paraula nocturn, i de Lux, que és llum en llatí. Per tant, la traducció ve a ser: Llum de la nit.
El primer objectiu amb aquesta designació es va presentar a Photokina el 1966 i va ser el Leica Noctilux 50mm f/1.2. Aquesta, incorpora dues lents asfèriques, les quals s'havien de rectificar i polir a mà, en ser això un procés llarg, d'aquest model només es van produir 1.757 unitats.
El 1976, el Dr. Walter Mandler va redissenyar el Noctilux original per incloure set elements òptics en 6 grups i fent que l'objectiu arribes a f/1.0. La primera versió d'aquesta òptica es va produir del 1976 fins al 1978, aquesta té una distància mínima d'enfocament d'1 metre, consta d'una rosca de 58mm i un parasol de baioneta. La segona versió, produïda entre 1978 i 1982 consta d'una rosca de 60mm, mentre que les altres especificacions van continuar igual. La tercera versió, produïda entre 1982 i 1993, va canviar el sistema del parasol, fent que aquest s'acobli amb un clip, en lloc de fer-ho amb una baioneta. La quarta versió, produïda entre 1993 i 2008, ja portava el parasol integrat.

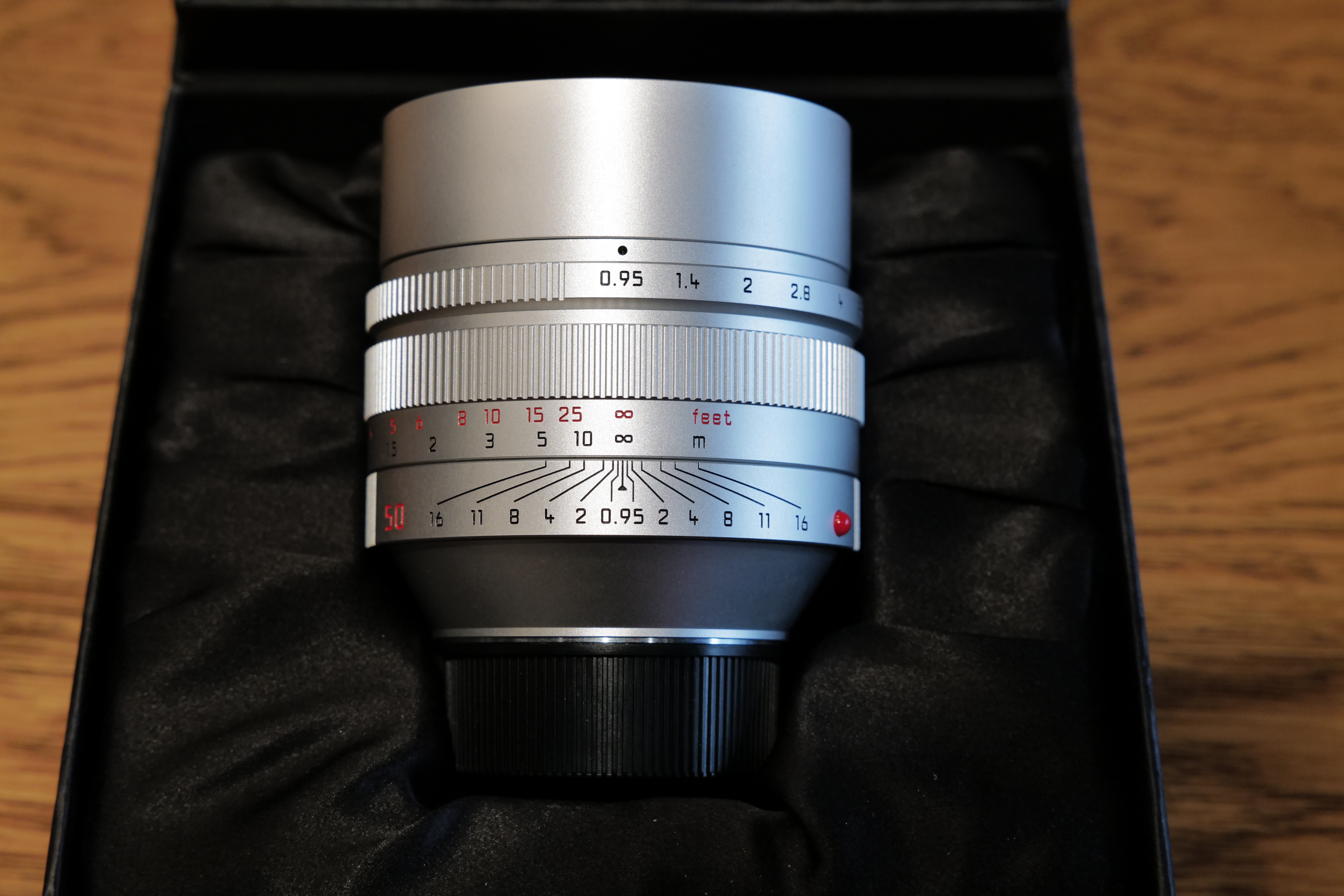
Leica Noctilux-M 50mm f/0.95 Asph.

El 2008, es va anunciar el Leica Noctilux-M 50mm f/0,95 ASPH. En aquest model a part de la lluminositat més elevada, també es va millorar el disseny, utilitzant 8 elements òptics en 5 grups. El nou disseny de Peter Karbe incorpora una codificació de 6 bits, així doncs les càmeres digitals de Leica, poden registrar les metadades de l'objectiu.
El 2017, es va presentar per primera vegada un objectiu Noctilux amb una distància focal diferent a 50mm, el Noctilux-M 75mm f/1.25 Asph., aquest dona un bokeh més pronunciat que el 50mm, té una distància mínima d'enfocament de 0,85m i 11 pales de diafragma. Incorpora un disseny òptic de 9 elements en 6 grups, amb dos lents asfèriques.
El 2021, es va presentar un nou Noctilux-M, el Leica Noctilux 50mm f/1.2 Asph. Aquest, incorpora el mateix disseny òptic, diàmetre del filtre i distància mínima d'enfocament que la versió del 1966. L'edició especial, del qual només s'han produït 100 unitats, és de color platejat.

## Models
Els objectius Leica Noctilux tenen les obertures màximes més grans. Amb diferents focals amb obertures màximes de f/0,95, f/1,0, f/1,2 o f/1,25. Aquesta gamma d'òptiques, també són les més pesades i més cares del catàleg de Leica.
Fins ara, totes les òptiques Noctilux s'han fabricat exclusivament per a la muntura Leica M.
| Nom                          | Distància focal | Anys           | Númer f | Distància mínima | Diametre del filtre | Pes             |
| ---------------------------- | --------------- | -------------- | ------- | ---------------- | ------------------- | --------------- |
| Noctilux-M 50mm f/1.2        | 50mm            | 1966 - 1975    | 1.2     | 1,00m            | 49mm                | 470 - 515 grams |
| Noctilux-M 50mm f/1.0        | 50mm            | 1976 - 2008    | 1.0     | 1,00m            | 60mm                | 580 - 584 grams |
| Noctilux-M 50mm f/0.95 ASPH. | 50mm            | 2008 - present | 0.95    | 1,00m            | 60mm                | 700 grams       |
| Noctilux-M 75mm f/1.25 ASPH. | 75mm            | 2017 - present | 1.25    | 0,85m            | 67mm                | 1055 grams      |
| Noctilux-M 50mm f/1.2 ASPH.  | 50mm            | 2021 - present | 1.2     | 1,00m            | 49mm                | 405 grams       |